# ناحوم إسبينوزا
ناحوم إسبينوزا (بالإسبانية: Nahúm Espinoza)‏ هو مدرب كرة قدم ولاعب كرة قدم هندوراسي في مركز الدفاع، ولد في 14 أغسطس 1964 في Tela ‏ في هندوراس. شارك مع منتخب هندوراس لكرة القدم. أما مع النوادي، فقد لعب مع ريال إسبانيا ونادي ديبورتيفو أوليمبيا.

## وصلات خارجية
- ناحوم إسبينوزا على موقع ناشيونال فوتبول تيمز (الإنجليزية)